# Bronvaux
Bronvaux là một xã trong vùng Grand Est, thuộc tỉnh Moselle, quận Metz-Campagne, tổng Marange-Silvange. Tọa độ địa lý của xã là 49° 11' vĩ độ bắc, 06° 05' kinh độ đông. Bronvaux nằm trên độ cao trung bình là 300 mét trên mực nước biển, có điểm thấp nhất là 215 mét và điểm cao nhất là 354 mét. Xã có diện tích 1,57 km², dân số vào thời điểm 2004 là 572 người; mật độ dân số là 357,5 người/km².

## Thông tin nhân khẩu
| 1962 | 1968 | 1975 | 1982 | 1990 | 1999 |
| ---- | ---- | ---- | ---- | ---- | ---- |
| 304  | 548  | 547  | 562  | 545  | 595  |